# Uitdammerdijk
De Uitdammerdijk is een dijk langs het IJmeer in het landelijk gebied van Amsterdam-Noord, tussen de dorpen Durgerdam en Uitdam. Er is zeer weinig bebouwing langs de dijk.
De Uitdammerdijk is een deel van de Waterlandse Zeedijk, dat in de voormalige gemeente Ransdorp lag.
Zuidwestelijk heet deze voormalige zeedijk de Durgerdammerdijk.
Waar de Durgerdammerdijk in de Uitdammerdijk overgaat ligt buitendijks de polder IJdoorn, tegenwoordig grotendeels natuurgebied.
De dijk scheidt het Kinselmeer en de Uitdammer Die van het IJmeer.
In Uitdam, in de gemeente Waterland, heet de dijk de Uitdammer Dorpsstraat.